# Hadena podolica
Hadena podolica là một loài bướm đêm trong họ Noctuidae.